# قلعه (فیلم ۲۰۲۱)
قلعه (به انگلیسی: The Fortress) یک فیلم اکشن و دلهره‌آور آمریکایی محصول سال ۲۰۲۱ به کارگردانی جیمز کالن برساک، تهیه کنندگی رندال امت با بازی جسی متکالف، بروس ویلیس، چاد مایکل موری، کلی گریسون و ناتالیا بورن است. این فیلم که در پورتوریکو فیلمبرداری شده‌است و به اولین قسمت از سه‌گانه این مجموعه محسوب می‌شود پس از این قلعه ۲ و قلعه ۳ منتشر می‌شود.
این فیلم در ۱۷ دسامبر ۲۰۲۱ به صورت ویدئو هنگام درخواست منتشر شد.

## داستان
رابرت، مأمور سابق سی آی ای است که زندگی آرامی را در مکانی مخفی در جنگل سپری می‌کند. روزی پسرش برای ملاقات با او از راه می‌رسد در حالیکه دشمن قدیمی رابرت به نام بالزاری نیز در تعقیب اوست. بالزاری و هم جوخه‌ای‌هایش حمله‌ای تمام عیار را آغاز می‌کنند و رابرت و پسرش در پناهگاهی مجهز به سلاح‌های پیشرفته پناه می‌گیرند.

## تولید
فیلم قلعه به عنوان بخشی از سه‌گانه فیلم‌هایی با بازی جسی متکالف، بروس ویلیس، چاد مایکل موری و کلی گریسون در ۳ مه ۲۰۲۱ اعلام شد. فیلم‌برداری اصلی همان روز در پورتوریکو آغاز شد. فیلم دوم با عنوان قلعه ۲ با فیلم اول پشت سر هم فیلمبرداری شد. تولید سه‌گانه در ۳ نوامبر ۲۰۲۱ به پایان برسد. در ۱۵ مه ۲۰۲۱، کارگردان جیمز کالن برساک فاش کرد که فیلمبرداری فیلم اول بسته شده‌است.